# Opisthoxia salubaea
Opisthoxia salubaea är en fjärilsart som beskrevs av Dyar 1912. Opisthoxia salubaea ingår i släktet Opisthoxia och familjen mätare. Inga underarter finns listade i Catalogue of Life.